# Mistrzostwa Polski Juniorów w Saneczkarstwie 2022 (tory naturalne)
Mistrzostwa Polski Juniorów w saneczkarstwie na torach naturalnych 2022 zostały rozegrane w dniu 5 marca 2022 roku w miejscowości Złockie koło Muszyny.
W konkurencji jedynek kobiet złoto zdobyła Paulina Lipińska, srebro Oliwia Sauvageot, a brąz Milena Kulba natomiast w konkurencji mężczyzn złoto zdobył Adrian Machnik, srebro Michał Zubrzycki i brąz Patryk Kruszeniuk. W dwójkach zwyciężyli Adrian Machnik i Anna Suława, drugie miejsce zajęły Paulina Lipińska i Aleksandra Tkaczyk, a trzecie Michał Zubrzycki i Patryk Kruszeniuk.